# 세인트폴찰스타운구

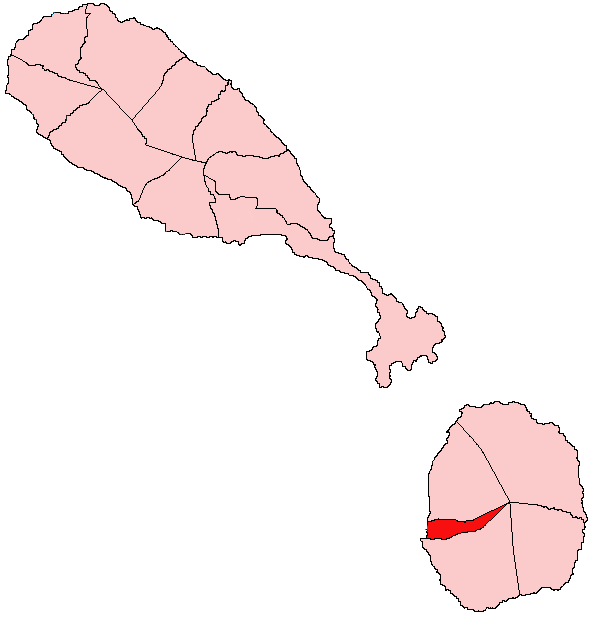
세인트폴찰스타운구의 위치

세인트폴찰스타운구(영어: Saint Paul Charlestown Parish)는 세인트키츠 네비스의 구로 행정 중심지는 찰스타운이며 면적은 4km2, 인구는 1,820명(2001년 기준), 인구 밀도는 455명/km2이다. 네비스섬 서부에 위치한다.